# Nassauschool (Hilversum)
De Nassauschool is een schoolgebouw aan de Merelstraat in de Maranathakerkbuurt van de Noord-Hollandse gemeente Hilversum. Het gebouw werd in de periode 1927 - 1928 gebouwd naar een ontwerp van W. Dudok, als christelijke lagere school van de vereniging Eben Haëzer. Het gebouw is nog steeds in gebruik als christelijke basisschool.
Het maakte deel uit van het 10e gemeentelijke woningbouwcomplex.